# Związek Południowej Afryki na Igrzyskach Imperium Brytyjskiego 1930
Związek Południowej Afryki wystartował na Igrzyskach Imperium Brytyjskiego w 1930 roku w kanadyjskiej miejscowości Hamilton jako jedna z 11 reprezentacji. Była to pierwsza edycja tej imprezy sportowej. Reprezentacja Związku zajęła trzecie miejsce w klasyfikacji medalowej igrzysk, zdobywając 6 złotych, 4 srebrne i 7 brązowych medali.

## Medale
| Dyscyplina    | Złoto | Srebro | Brąz | Razem |
| ------------- | ----- | ------ | ---- | ----- |
| Lekkoatletyka | 3     | 2      | 5    | 10    |
| Boks          | 2     | 1      | 1    | 4     |
| Skoki do wody | 1     | -      | -    | 1     |
| Bowls         | -     | 1      | -    | 1     |
| Zapasy        | -     | -      | 1    | 1     |
| Razem         | 2     | 3      | 5    | 10    |

### Medaliści
Boks
- Jacob Smith – waga musza mężczyzn
- Leonard Hall – waga półśrednia mężczyzn
- Lawrence Stevens – waga piórkowa mężczyzn
- Ernest Peirce – waga średnia mężczyzn
- Joey Basson – waga półciężka mężczyzn

 Bowls
- J.G. Thomas – single mężczyzn

 Lekkoatletyka
- Johannes Viljoen – skok wzwyż mężczyzn
- Harry Hart – pchnięcie kulą mężczyzn
- Harry Hart – rzut dyskiem mężczyzn
- William Walters – bieg na 440 jardów mężczyzn
- Howard Davies – bieg na 120 jardów przez płotki mężczyzn
- William Walters – bieg na 220 jardów mężczyzn
- Johannes Viljoen – skok w dal mężczyzn
- Harry Hart – rzut oszczepem mężczyzn
- Howard Davies, Werner Gerhardt, Willie Legg, William Walters – sztafeta 4 x 110 jardów mężczyzn
- John Chandler, Werner Gerhardt, Willie Legg, William Walters – sztafeta 4 x 440 jardów mężczyzn

 Skoki do wody
- Oonagh Whitsett – trampolina 3 metry kobiet

 Zapasy
- Max Thiel – waga średnia mężczyzn